# IC 1210
IC 1210 је спирална галаксија у сазвјежђу Змај која се налази на листи објеката дубоког неба у Индекс каталогу.
Деклинација објекта је + 62° 32' 10" а ректасцензија 16h 14m 30,0s. Привидна величина (магнитуда) објекта IC 1210 износи 14,0 а фотографска магнитуда 14,8. IC 1210 је још познат и под ознакама UGC 10304, MCG 10-23-48, CGCG 298-21, KAZ 62, IRAS 16138+6239, PGC 57589.